# Guglielmo III, conte di Jülich
Guglielmo di Hengenbach in francese: Guillaume III de Juliers (fine del XII secolo – Damietta, 1218) fu conte di Jülich, dal 1207 fino alla sua morte.

## Origine
Guglielmo, come confermato dal documento n° 526 del Urkundenbuch für die Geschichte des Niederrheins, Volume 1, era figlio di Everardo di Hengenbach e della moglie, Giuditta di Jülich, figlia del conte di Jülich, Guglielmo I e della moglie di cui non si conoscono né il nome né gli ascendenti.
Everardo di Hengenbach era figlio del signore di Hengenbach.

## Biografia
Nel 1207, il Conte di Jülich, Guglielmo II morì improvvisamente sulla strada che da Colonia lo riportava a Jülich.
Dato che non aveva eredi legittimi, a Guglielmo II succedette il figlio di sua sorella, Giuditta, Guglielmo di Hengenbach, come Guglielmo III sotto la reggenza del padre, Everardo di Hengenbach; il documento n° 24 del Urkundenbuch für die Geschichte des Niederrheins, Volume 2, datato 1208, li cita entrambi come testimoni (Nobiles viri Euerardus de Hengebach, Wilhelmus filius eius comes Juliacensis) di una donazione dell'arcivescovo di Colonia, Teodorico di Hengebach (Theodoricus s. coloniensis ecclesie archiepiscopus).
Nel 1209 ricevette dal Conte Palatino Enrico V il contado di Eifelkreis Bitburg-Prüm e la foresta associata come feudi; questa proprietà (comitatum de Molbach), concessa da Enrico V (Henricus dei gratia dux Saxonie comes palatinus rheni) a Guglielmo (Willehelmo comiti Juliacensi), come ci conferma il documento n° 27 del Urkundenbuch für die Geschichte des Niederrheins, Volume 2, datato 1209, era già stata governata dallo zio Guglielmo II (Willehelmus comes Juliancensis avunculus supradicti comitis).
Nel 1218, Guglielmo (Wilhelmi comitis Juliacensis), assieme ai fratelli, diede il consenso al padre per la donazione di una proprietà, attraverso l'arcivescovo di Colonia, Engelberto di Berg (Engelbertus dei miseratione s. coloniensis ecclesie humilis minister), come da documento n° 75 del Urkundenbuch für die Geschichte des Niederrheins, Volume 2.
Guglielmo prese parte alla Campagna in Egitto della quinta Crociata e morì durante l'assedio di Damietta del 1218-1219.
Gli succedette il figlio primogenito, Guglielmo, come Guglielmo IV, sotto la reggenza dello zio, Everardo di Hengenbach.
La morte di Guglielmo III viene confermata dal documento n° 76 del Urkundenbuch für die Geschichte des Niederrheins, Volume 2, datato 1218, nel quale, il padre di suo suocero, il duca di Limburgo, Enrico III (Heinricus dei gratia dux Limburch) lo cita già defunto (bone memorie Wilhelmus comes Juliacensis), specificando che morì pellegrino in Terra santa (in peregrinatione sancte crucis).

## Matrimonio e discendenza
Guglielmo aveva sposato Matilde di Limburgo, figlia del conte consorte di Lussemburgo, Duca di Limburgo e Conte di Arlon Valerano III di Limburgo, che, come ci viene confermato dal documento n° CLII della Histoire du Limbourg, vol VI: Codex diplomaticus Valkenburgensis. aveva sposato, in prime nozze, Cunegonda di Lorena, figlia del Duca di Lorena, Federico I; il matrimonio ed il parentado di Matilde viene confermato anche dalla Histoire du Limbourg, tome IV: Codex diplomaticus Dalemensis.. Quando il fratello di Matilde, Enrico IV di Limburgo, nel 1226, succedette nel ducato di Limburgo al padre, Valerano III, suo figlio primogenito, Guglielmo IV, conte di Jülich (Wilhelmus dei gratia comes Juliacensis), come da documento n° 139 del Urkundenbuch für die Geschichte des Niederrheins, Volume 2, datato 1226, rinunciò ad ogni pretesa sui feudi dello zio (avunculi mei domini Heinrici ducis de Limburg). Matilde, ancora secondo la Histoire du Limbourg, tome IV: Codex diplomaticus Dalemensis., morì dopo il 1234.
Guglielmo III dalla moglie, Matilde, ebbe tre figli:
- Guglielmo ( † 1278), Conte di Jülich[13];
- Valerano ( † 1271), signore di Bergheim, che aveva sposato Matilde di Müllenark, come da documento n°  731 del Urkundenbuch für die Geschichte des Niederrheins, Volume 2, datato 1279, in cui Matilde viene ricordata come moglie del defunto Valerano, signore di Bergheim[14];
- Teodorico ( † dopo il 1236), citato come testimone (Theodericus frater noster) di una donazione del fratello Guglielmo IV, nel documento n° LIX del Akademische Beiträge zur Gülch- und Bergischen Geschichte, Band III[15].

## Ascendenza
|                                    |                      |                       | Genitori |  |  | Nonni |  |  | Bisnonni |  |  | Trisnonni |  |
|                                    |                      |                       |          |  |  |       |  |  | …        |  |  | …         |  |
|                                    |                      |                       |          |  |  |       |  |  | …        |  |  | …         |  |
|                                    |                      | …                     |          |  |  |       |  |  | …        |  |  |           |  |
| …                                  |                      |                       |          |  |  |       |  |  | …        |  |  |           |  |
|                                    |                      | …                     | …        |  |  |       |  |  |          |  |  |           |  |
|                                    |                      | …                     | …        |  |  |       |  |  |          |  |  |           |  |
|                                    |                      | …                     | …        |  |  |       |  |  |          |  |  |           |  |
| Everardo II, signore di Hengenbach |                      | …                     |          |  |  |       |  |  |          |  |  |           |  |
|                                    |                      | …                     | …        |  |  |       |  |  |          |  |  |           |  |
|                                    |                      | …                     | …        |  |  |       |  |  |          |  |  |           |  |
|                                    |                      | …                     | …        |  |  |       |  |  |          |  |  |           |  |
| …                                  |                      | …                     |          |  |  |       |  |  |          |  |  |           |  |
|                                    |                      | …                     | …        |  |  |       |  |  |          |  |  |           |  |
|                                    |                      | …                     | …        |  |  |       |  |  |          |  |  |           |  |
|                                    |                      | …                     | …        |  |  |       |  |  |          |  |  |           |  |
| Guglielmo III di Jülich            |                      | …                     |          |  |  |       |  |  |          |  |  |           |  |
|                                    | Gerardo IV di Jülich | Gerardo III di Jülich |          |  |  |       |  |  |          |  |  |           |  |
|                                    | Gerardo IV di Jülich | Gerardo III di Jülich |          |  |  |       |  |  |          |  |  |           |  |
|                                    | Gerardo IV di Jülich | …                     |          |  |  |       |  |  |          |  |  |           |  |
| Guglielmo I, conte di Jülich       | Gerardo IV di Jülich |                       |          |  |  |       |  |  |          |  |  |           |  |
|                                    |                      | …                     | …        |  |  |       |  |  |          |  |  |           |  |
|                                    |                      | …                     | …        |  |  |       |  |  |          |  |  |           |  |
|                                    |                      | …                     | …        |  |  |       |  |  |          |  |  |           |  |
| Giuditta di Jülich                 |                      | …                     |          |  |  |       |  |  |          |  |  |           |  |
|                                    |                      | …                     | …        |  |  |       |  |  |          |  |  |           |  |
|                                    |                      | …                     | …        |  |  |       |  |  |          |  |  |           |  |
|                                    |                      | …                     | …        |  |  |       |  |  |          |  |  |           |  |
| …                                  |                      | …                     |          |  |  |       |  |  |          |  |  |           |  |
|                                    |                      | …                     | …        |  |  |       |  |  |          |  |  |           |  |
|                                    |                      | …                     | …        |  |  |       |  |  |          |  |  |           |  |
|                                    |                      | …                     | …        |  |  |       |  |  |          |  |  |           |  |
|                                    |                      | …                     |          |  |  |       |  |  |          |  |  |           |  |

### Fonti primarie
- (LA)  Urkundenbuch für die Geschichte des Niederrheins, Volume 1.
- (LA)  Urkundenbuch für die Geschichte des Niederrheins, Volume 2.
- (LA)  Akademische Beiträge zur Gülch- und Bergischen Geschichte, Band III.
- (LA)  Histoire du Limbourg, vol VI: Codex diplomaticus Valkenburgensis.

### Letteratura storiografica
- (DE)  Guglielmo II di Jülich, da Allgemeine Deutsche Biographie
- (FR)  Histoire du Limbourg: Histoire du Limbourg. Codex diplomaticus Dalemensis.